# Zirkelita
La zirkelita és un mineral de la classe dels òxids. Rep el seu nom de Ferdinand Zirkel (1838-1912), professor de mineralogia de la Universitat de Lviv, un pioner en l'estudi microscòpic de les roques.

## Característiques
La zirkelita és un òxid de fórmula química (Ti,Ca,Zr)O2-x. Va ser aprovada com a espècie vàlida per l'Associació Mineralògica Internacional l'any 1960. Cristal·litza en el sistema isomètric. Acostuma a trobar-se en forma de grans o masses negres, i poques vegades en cristalls isomètrics. La seva duresa a l'escala de Mohs és 5,5. Químicament està relacionada amb la zirconolita.
Segons la classificació de Nickel-Strunz, la zirkelita pertany a «04.DL - Minerals òxids amb proporció metall:oxigen = 1:2 i similars, amb cations grans (+- mida mitja); estructures del tipus de la fluorita» juntament amb els següents minerals: cerianita-(Ce), torianita, uraninita, calzirtita, tazheranita i hiärneïta.

## Formació i jaciments
Va ser descoberta l'any 1895 a la mina Jacupiranga, a Cajati, São Paulo, Brasil. Ha estat descrita en altres jaciments d'arreu del planeta, però els jaciments on d'hi pot trobar són escassos.